# Таміка-товстун
Та́міка-товстун (Cisticola robustus) — вид горобцеподібних птахів родини тамікових (Cisticolidae). Мешкає в Центральній і Південній Африці.

## Підвиди
Виділяють сім підвидів:
- C. r. robustus (Rüppell, 1845) — високогір'я північної Ефіопії;
- C. r. schraderi Neumann, 1906 — Еритрея і північна Ефіопія;
- C. r. omo Neumann & Lynes, 1928 — південно-західна Ефіопія;
- C. r. santae Bates, GL, 1926 — східна Нігерія і західний Камерун;
- C. r. nuchalis Reichenow, 1893 — Республіка Конго, північ ДР Конго, від Уганди до Кенії і північної Танзанії;
- C. r. awemba Lynes, 1933 — південний схід ДР Конго, південно-західна Танзанії, північно-східна Замбія;
- C. r. angolensis (Barboza du Bocage, 1877) — Ангола, південь ДР Конго, північно-західна Замбія.

Підвиди C. r. awemba і C. r. angolensis іноді виділяються в окремий вид Cisticola angolensis.

## Поширення і екологія
Таміки-товстуни живуть на високогірних луках і в заростях високогірних чагарників на висоті від 1200 до 2700 м над рівнем моря.